# Молодіжний чемпіонат світу з хокею із шайбою 1978
Молодіжний чемпіонат світу з хокею із шайбою 1978 (англ. 1978 World Junior Ice Hockey Championships) — 2-ий офіційній чемпіонат світу з хокею серед молодіжних команд, який відбувався у Канаді з 22 грудня 1977 року по 3 січня 1978 року, Канада вже вдруге в історії приймала чемпіонат світу, до цього вона приймала неофіційний чемпіонат світу 1975 року.
Формат турніру було змінено, на першому етапі в двох групах виявляли збірні, які зіграють у чемпіонській групі, а невдахи виявлять «зайвого». Збірні, що посіли перше та друге місце грали у фінальному матчі, переможець ставав чемпіоном світу.

## Попередній раунд
| М. |           | Швеція |      | Фінляндія | Швейцарія | І | В | Н | П | Ш     | О   |
| -- | --------- | ------ | ---- | --------- | --------- | - | - | - | - | ----- | --- |
| 1. | Швеція    |        | 6:3  | 4:4       | 8:1       | 3 | 2 | 1 | 0 | 18:08 | 5:1 |
| 2. | СРСР      | 3:6    |      | 10:4      | 18:1      | 3 | 2 | 0 | 1 | 31:11 | 4:2 |
| 3. | Фінляндія | 4:4    | 4:10 |           | 8:1       | 3 | 1 | 1 | 1 | 16:15 | 3:3 |
| 4. | Швейцарія | 1:8    | 1:18 | 1:8       |           | 3 | 0 | 0 | 3 | 03:34 | 0:6 |

| М. |                | Канада | Чехословаччина | США | ФРН | І | В | Н | П | Ш     | О   |
| -- | -------------- | ------ | -------------- | --- | --- | - | - | - | - | ----- | --- |
| 1. | Канада         |        | 9:3            | 6:3 | 8:0 | 3 | 3 | 0 | 0 | 23:06 | 6:0 |
| 2. | Чехословаччина | 3:9    |                | 8:5 | 5:4 | 3 | 2 | 0 | 1 | 16:18 | 4:2 |
| 3. | США            | 3:6    | 5:8            |     | 8:4 | 3 | 1 | 0 | 2 | 16:18 | 2:4 |
| 4. | ФРН            | 0:8    | 4:5            | 4:8 |     | 3 | 0 | 0 | 3 | 08:21 | 0:6 |

## Фінальний раунд
| М. |                |     | Швеція | Канада | Чехословаччина | І | В | Н | П | Ш     | О   |
| -- | -------------- | --- | ------ | ------ | -------------- | - | - | - | - | ----- | --- |
| 1. | СРСР           |     | 5:0    | 3:2    | 6:1            | 3 | 3 | 0 | 0 | 14:03 | 6:0 |
| 2. | Швеція         | 0:5 |        | 6:5    | 1:1            | 3 | 1 | 1 | 1 | 07:11 | 3:3 |
| 3. | Канада         | 2:3 | 5:6    |        | 6:3            | 3 | 1 | 0 | 2 | 13:12 | 2:4 |
| 4. | Чехословаччина | 1:6 | 1:1    | 3:6    |                | 3 | 0 | 1 | 2 | 05:13 | 1:5 |

| М. |           | США  | Фінляндія | ФРН | Швейцарія | І | В | Н | П | Ш     | О   |
| -- | --------- | ---- | --------- | --- | --------- | - | - | - | - | ----- | --- |
| 5. | США       |      | 8:6       | 6:5 | 11:1      | 3 | 3 | 0 | 0 | 25:12 | 6:0 |
| 6. | Фінляндія | 6:8  |           | 4:1 | 9:1       | 3 | 2 | 1 | 0 | 19:10 | 4:2 |
| 7. | ФРН       | 5:6  | 1:4       |     | 6:2       | 3 | 1 | 0 | 2 | 12:12 | 2:4 |
| 8. | Швейцарія | 1:11 | 1:9       | 2:6 |           | 3 | 0 | 0 | 3 | 04:26 | 0:6 |

## Фінал
- 3 січня 1978  СРСР —  Швеція 5:2 (2:1, 2:1, 1:0)

## Бомбардири
| М  | Гравець        | Збірна    | Г  | П | О  |
| -- | -------------- | --------- | -- | - | -- |
| 1  | Вейн Грецкі    | Канада    | 8  | 9 | 17 |
| 2  | Віктор Шкурдюк | СРСР      | 10 | 6 | 16 |
| 3  | Сергій Макаров | СРСР      | 8  | 7 | 15 |
| 4  | Боббі Кроуфорд | США       | 4  | 9 | 13 |
| 5  | Йорма Севон    | Фінляндія | 7  | 5 | 12 |
| 5  | Марк Грін      | США       | 7  | 5 | 12 |
| 7  | Тімо Сусі      | Фінляндія | 7  | 3 | 10 |
| 7  | Райнер Ріску   | Фінляндія | 7  | 3 | 10 |
| 7  | Герд Трунчка   | ФРН       | 7  | 3 | 10 |
| 10 | Вейн Бабич     | Канада    | 5  | 5 | 10 |

## Переможці
Склад збірної СРСР:
- воротарі — Олександр Тижних[ru] (ЦСКА), Сергій Мильников («Трактор»);
- захисники — В'ячеслав Фетісов (ЦСКА), Сергій Стариков («Трактор»), Олексій Касатонов, Костянтин Макарцев (СКА), Володимир Зубков[ru] («Спартак»), Юрій Вожаков[ru] («Торпедо» Горький);
- нападники — Віктор Шкурдюк (СКА), Сергій Макаров, Сергій Парамонов[ru] («Трактор»), Олександр Кожевников («Спартак»), В'ячеслав Р'янов[ru], Анатолій Тарасов («Торпедо» Горький), Олександр Герасимов («Дизеліст»), Олександр Гур'єв («Крила Рад»), Микола Наріманов (СКА МВО), Микола Варянов («Автомобіліст»), Сергій Тукмачов[ru] («Динамо» Москва), Павло Єзовських[ru] («Динамо» Мінськ).
- Тренери — Віталій Давидов, Вадим Захаров[1].

## Нагороди
Найкращі гравці, обрані дирекцією ІІХФ
- Найкращий воротар:  Олександр Тижних[ru]
- Найкращий захисник:  В'ячеслав Фетісов
- Найкращий нападник:  Вейн Грецкі

Команда усіх зірок, обрана ЗМІ
- Воротар:  Олександр Тижних
- Захисники:  Рісто Сілтанен —  В'ячеслав Фетісов
- Нападники:  Антон Штястний —  Вейн Грецкі —  Матс Неслунд